# Torne lappmark
Torne lappmark är en historisk lappmark i svenska och finska Lappland, kring Torne älvs vattenområde.
Torne lappmark omfattar idag ungefär nuvarande Kiruna kommun i Norrbottens län. Den del av den ursprungliga Torne lappmark som idag ligger på finska sidan kallas för Enontekis lappmark. Området gränsar i norr och väster mot Norge (Treriksröset ingår i gränsen). En del av området har ibland kallats för Jukkasjärvi lappmark.

## 1500-talet
Enligt Sveriges sätt att se på saken sträckte sig Torne lappmark på 1500-talet upp till Västerhavet (Norra ishavet). I en berättelse som troligen skrevs 1597 räknas alla de historiska lappbyarna i Torne lappmark upp. Först de fjällappar som endast skattade till Sverige: 
- Segwaraby (Seggevara), 30 skattande
- Sundwaraby (Suondavara), 12 skattande
- Tingawereby (Tingevara), 26 skattande
- Rånålby (Rounala), 14 skattande

Därefter de fjällappar som skattade till Sverige, Norge och Ryssland:
- Kotakenäby (Kautokeino), 11 skattande
- Affuiawähraby (Aviovara), 22 skattande
- Tennuby (Teno by), 7 skattande
- Utzuiuk by (Utsjoki by), 10 skattande
- LapaJerff, 6 skattande

Därtill kom några hundra sjölappar, alltså sådana som var bosatta vid Atlantkusten. En del av dem skattade till Sverige och Norge, andra till Sverige, Norge och Ryssland.
Enligt Holmbäck har Seggevara möjligen fått sitt namn efter berget Sekkuvaara vid Sekkujoki, ett tillflöde till Vittangiälven. Den har även kallats för Luleby, vilket betyder Österbyn. Suondavara är uppkallad efter berget Suontovaara sydost om sjön Suantojärvi inom nuvarande finska Enontekis. Ett annat namn för Suondavara är Ingrittby. Rounala anses vara uppkallad efter Rounala kyrka vid Könkämäälven.
När det gäller byn Seggevara finns också en annan åsikt. Hoppe menade att namnet antingen är identiskt med eller ligger nära berget Särkivaara, omkring en halvmil nordnordväst om Svappavaara. Till stöd för detta nämner han bland annat att Simon von Salinghen 1598 uppger att Siggevara låg en liten dagsresa sydost om Tingevara, vilket stämmer väl med detta berg. Tingevara var beläget vid Lulit Stállojávri nära Torneträsk.

## 1600-talet
I början av 1603 höll danskarna och svenskarna ett gränsmöte i Flabäck. Mötet blev en stor framgång för Sverige, och hädanefter skulle alla de ovannämnda lappbyarna enbart skatta till Sverige.
Kronans ambitioner att behärska Nordkalotten innebar också ett stort intresse för kartläggning. På Anders Bures karta över Nordkalotten från 1611, som antagligen baseras på uppgifter från 1600-talets första år, återfinns flera av de lappbyar som räknades upp 1595. Swondawara och Rounela har markerats vid Könkämäälven, Tingwara öster om Torne träsk, Segwara lite längre nedströms vid Torneälven, Kautakeni och Awiovara nordost därom samt Tenoby och Utzijoki vid Tana älv. Byarna representeras på kartan av tältsymboler, som troligen utvisar byarnas vinterboplatser.

Det var till vinterboplatserna som birkarlarna kom för att handla med samerna. Det finns också uppgifter från 1601 om att samerna i Torne lappmark brukade bevista marknaden i Torne hamn.
Under 1600-talets första år anlade Karl IX en kyrk- och marknadsplats i Markkina för lappmarkens alla byar. Detta blev då den enda tillåtna marknadsplatsen och därmed Torne lappmarks centralort. Eftersom det skulle bli besvärligt för samerna i de två största lappbyarna, Tingevara och Seggevara, att sommartid föra sina avlidna till Enontekis för att begravas där fick de också tillstånd att på egen bekostnad bygga sig ett kapell vid Simojärvi. Vintertid skulle de dock bege sig till Enontekis.
Kyrkplatsen vid Simojärvi utvecklades emellertid snart till en egen marknadsplats med namnet Jukkasjärvi. 
I och med Knäredsfreden 1613 avstod Sverige från alla anspråk på Atlantkusten mellan Tysfjorden och Varanger. Fredstraktaten innehöll däremot inte ett ord om var gränsen mellan Sverige och Danmark-Norge skulle gå. 
På Olof Tresks karta över Torne lappmark, utgiven 1643, följer gränsen ungefärligen vattendelaren. Det innebär att bara de lappbyar som på 1500-talet enbart skattade till Sverige enligt hans uppfattning befann sig inom Sveriges gränser, medan Kautokeino, Lappajärvi och Aviovara låg på andra sidan. Utsjoki och Teno by nämns inte, men måste av kartan att döma ha legat i Norge enligt Tresks uppfattning.
Från beskrivningen till kartan kan följande intressanta punkter noteras (förkortat och med moderniserat språk):
- Enontekis kyrka. Till denna ort kommer Suondavara och Peltojärvi lappar från Kemi för att hålla gudstjänst, betala skatt till sin andliga och världsliga överhet samt byta sitt gods med birkarlarna från Torneå.

- Rounala kyrka. De lappar som bor häromkring har tidigare alltid haft sitt möte här, men nu kommer de till Enontekis kyrka för att hålla gudstjänst, avlägga sin skatt och byta varor med birkarlarna.

- Tingevara by. Här har lapparna tidigare haft sin sammankomst, vilket nu sker vid Jukkasjärvi.

- Jukkasjärvi kyrka och marknadsplats. Här håller Seggevara lappar sin gudstjänst, sammankomst och marknad.

- Dessa byar är belägna på andra sidan gränsen och skattar både till Sverige och Norge: Kautokeino, Lappijaur (Lappajärvi) och Aviovara.

Peltojärvi lappby hade 1641 överförts till Torne lappmark från Kemi lappmark.
Tresks uppfattning om riksgränsens dragning tillämpades inte av svenska myndigheter. I den svenska kronans mantalslängd över Torne lappmark från 1663 återfinns förutom Syggewahre, Tingevara, Ronulla, PeldoJerfwy och Swundawara även Koutho Keino (Kautokeino), Aviowara by, Teno by och UdtJu by, de fyra sistnämnda med varsin egen marknadsplats och dessutom till en tredjedel skattande till "Juten" eller Danmark. När landshövding Gustaf Douglas 1699 lade upp tings- och skatteuppbördsturen fanns också alla de ovannämnda byarna med. Under hela 1600-talet omfattade Torne lappmark alltså Finnmarksvidda, som Sverige betraktade som sitt territorium.

## 1700-talet
I och med freden i Frederiksborg slöt Sverige fred med Danmark efter det stora nordiska kriget. Det beslöts då att gränsen en gång för alla skulle justeras mellan "bägge Finnemarkerna". Efter långa utredningar undertecknades Strömstadstraktaten 1751, varigenom den 220 mil långa gränsen från Hisön i Norra Kornsjön till Golmmešoaivi i Finnmark fastställdes i detalj. Torne lappmark fick därigenom sin nuvarande nordgräns.
Några Torneborgare besvärade sig 1751 i en skrivelse till regeringen över att de genom gränsdragningen berövats sina gamla handelsrättigheter i Kautokeino och Aviovara – byar som enligt borgarna hade en urgammal svensk tillhörighet. Skrivelsen besvarades av kanslipresidenten Carl Gustaf Tessin, som menade att förlusten inte var av någon större betydelse. I Sverige fanns det nämligen så mycket ouppodlad jord att det torde räcka mer än en mansålder, och den sista som skulle tas i besittning borde vara Lappmarken. Tessin pekade också på att det ju mycket väl kunde bli krig igen och att förlusten då skulle kunna tas tillbaka.
För att skydda samernas rättigheter i samband med gränsdragningen gjordes ett tillägg till Strömstadstraktaten, kallad lappkodicillen.

## 1800-talet
När gränsen drogs mellan Sverige och Ryssland 1809 kom Enontekis socken att delas, och den svenska delen blev Karesuando socken. Även de gamla lappbyarna Rounala och Suondavara blev delade av gränsen, medan Peltojärvi helt och hållet hamnade på den finska sidan. Därmed delades Torne lappmark i en svensk del, omfattande Jukkasjärvi och Karesuando socknar, och en finsk del, omfattande Enontekis socken.